# Ханон II Велики
Ханон Велики је богати картагињански аристократа у трећем веку п. н. е. Надимак Велики је добио због освајања у Африци.

## Опирање првом пунском рату
Богатство је базирао на земљи, коју је имао у Северној Африци, а добио ју је освајањима. Током Првог Пунског рата противи се сталном рату против Рима.
Он је за освајање земље у Африци, а не за поморски рат против Рима, који њему лично не доноси никакве користи. Због тога се он стално опирао картагињанском генералу Хамилкару Барки. Хано Велики је 244. п. н. е. демобилизовао морнарицу Картагине, чиме је дао Риму довољно времена да поново сагради своју морнарицу и коначно победи Картагину 241. п. н. е. .

## Изазива побуну плаћеника
После рата Ханон Велики одбија да плати плаћенике, који су ратовали у рату на страни Картагине. Плаћеници су ратовали са Хамилкар Барком и био им је обећан новац. Плаћеници су се побунили, а Хано Велики командује војском у покушају да скрши побуну, али у томе не успева. Предаје контролу армије Хамилкар Барки, па успевају да скрше побуну.

## Спречава слање појачања Ханибалу
Током Другог пунског рата он предводи антиратну коалицију у Картагини и спречава слање помоћи Ханибалу после његове победе у бици код Кане. Тиме је доста заслужан за поразе Картагине. После пораза Картагине у битка код Заме 202. п. н. е. он је један од преговарача о миру са Римом.